# Ханойская Джейн
«Ханойская Джейн» (англ. Hanoi Jane) — прозвище, данное американской киноактрисе и антивоенной активистке Джейн Фонде после её визита в Северный Вьетнам в 1972 году, во время Вьетнамской войны. Для многих в американской армии Джейн Фонда и Джон Керри стали символом предательства своей страны в военное время. Описание её визита в Северный Вьетнам превратилось в «городскую легенду».

## Антивоенная деятельность
Джейн Фонда, дочь известного американского актёра Генри Фонды, к началу 1970-х годов уже являлась популярной актрисой и даже получила премию «Оскар» за фильм «Клют». В 1970 году она стала антивоенной активисткой. Фонда многократно выступала с антивоенными речами в церквях и университетах, спонсировала организацию «Ветераны Вьетнама против войны» (которую некоторое время возглавлял Джон Керри) и расследование «Зимние солдаты», в ходе которого американские военнослужащие рассказывали о преступлениях вооружённых сил США во Вьетнаме. В тот период она не скрывала своих левых взглядов, называя себя революционером. В одном из выступлений перед студентами она заявила: «Если бы вы понимали, что такое коммунизм, вы бы надеялись и молились, встав на колени, чтобы мы когда-нибудь стали коммунистами». В 1972 году Джейн Фонда посетила Северный Вьетнам.

## Визит в Северный Вьетнам
Визит Фонды в Северный Вьетнам в июле 1972 года пришёлся на период ожесточённых налётов американской авиации. Основной целью визита было привлечение внимания мировой общественности к бомбардировкам дамб, разрушавшим строившуюся веками ирригационную систему. За две недели она побывала в деревнях, школах, больницах и на фабриках, пострадавших от авианалётов. Для неё была организована пресс-конференция с участием семи американских военнопленных, которые заверили её, что вьетнамцы не подвергают их пыткам, и выступили с заявлениями, осуждающими политику США в Юго-Восточной Азии. Кроме того, Фонда посетила позиции вьетнамских зенитных орудий, где перед ней выступал ансамбль народных песен. Фонда общалась с зенитчиками, надев предложенную ими каску, а также села в кресло наводчика зенитного орудия. Всё событие было заснято на киноплёнку, отдельные кадры которой были выпущены в виде фотографий. При этом Джейн Фонда, как сообщалось, назвала американских лётчиков «голубоглазыми убийцами», а о президенте Никсоне отзывалась как о «новом Гитлере». Она несколько раз выступила по ханойскому радио с призывом к американским военнослужащим не участвовать в этой войне.
Вернувшись в США (и привезя с собой письма, написанные пленными своим семьям), Фонда сообщила, что американские лётчики не подвергаются пыткам в Северном Вьетнаме и стыдятся того, что делали. В 1973 году после подписания Парижского мирного соглашения и освобождения американских пленных достоянием общественности стали многочисленные истории о жестокостях и пытках, которым пленные подвергались в Северном Вьетнаме. В связи с этим Джейн Фонда назвала военнопленных, рассказывавших истории о пытках, лгунами, лицемерами и военными преступниками.

## Реакция
Антивоенная деятельность Фонды не осталась без внимания Пентагона и ФБР. За ней было установлено наблюдение, результаты которого докладывались лично президенту Никсону и его советнику по национальной безопасности Киссинджеру. Её безуспешно пытались посадить в тюрьму за хранение наркотиков, но привлечь её к ответственности за поездку в Северный Вьетнам оказалось невозможным, поскольку Департамент юстиции пришёл к выводу, что она не нарушила никаких законов США, так как официально США и Северный Вьетнам не находились в состоянии войны. Однако мнение многих американских ветеранов войны во Вьетнаме о ней является однозначным — её считают предателем, посетившим с пропагандистским визитом страну, с которой Америка находилась (хотя и не де-юре, но де-факто) в состоянии войны и выступившим с заявлениями, не только подрывающими военные усилия своей Родины, на что она могла иметь право, но и, главное, персонально оскорбляющими военнослужащих США, выполнявших приказ верховного главнокомандующего, и с фотографиями и киносъёмками с оружием, из которого вьетнамцы стреляли в самолёты США.
В первой половине 1980-х годов Джейн Фонда не снималась в фильмах. Когда она решила вернуться в кино и стало известно, что её новый фильм «Стэнли и Айрис» будет сниматься в Уотербери (Коннектикут), в городе начались демонстрации местных ветеранов, грозивших устроить беспорядки в случае начала съёмок. В июне 1988 года Фонда была вынуждена встретиться с протестующими. Это была её первая встреча с ветеранами, по итогам которой актриса заявила, что сожалеет о некоторых вещах из того, что сделала; она сказала, что в прошлом была безрассудной и беспечной. Многие ветераны не посчитали это извинение достаточным. В 2000, 2005, 2015 годах Фонда вновь сделала заявления по поводу своего визита в Северный Вьетнам, выразив сожаления, что позволила сфотографировать себя на позиции северовьетнамских зенитных орудий c вьетнамским оружием (Злосчастное фото) и назвав это предательством («Молодые вьетнамские солдаты спели мне песню, которая меня очень растрогала. Я пыталась петь по-вьетнамски. Все смеялись и хлопали. Кто-то подвел меня к зенитке и усадил возле неё. Я поняла свою ошибку потом. Боже мой, ведь это может быть понято, как будто я на стороне врагов Америки!»). Но, на самом деле, остальные акты якобы предательства Джейн Фонды были фальсифицированы, а многие её враги, выдающие себя за ветеранов, ветеранами вьетнамской войны, возможно, и не являются. Те ветераны, с которыми она встретилась во Вьетнаме, ей благодарны. Многие из ветеранов войны согласны, что необъявленная война во Вьетнаме c нынешним главным союзником США в Юго-Восточной Азии была преступлением и обманом американского народа, которые надо было остановить.

## Происхождение прозвища
Одной из классических форм «психологической войны» являются радиотрансляции, направленные на военнослужащих противника. Опыт показывает, что, несмотря на запреты командиров, солдаты склонны слушать вражеские радиопередачи, хотя и не воспринимая их всерьёз. Американские солдаты традиционно давали прозвища дикторам в таких передачах, обычно основанные на американских именах. Во Второй мировой войне это была «Токийская Роза», во время Корейской войны — «сеульская Сью», а во время Иракской войны министра информации Ирака Мохаммеда ас-Сахафа называли «багдадским Бобом». В ходе Вьетнамской войны радиопропаганду проводили несколько женщин, известных под общим именем «ханойская Ханна». Язвительное прозвище «ханойская Джейн» отражает факт выступлений Джейн Фонды по ханойскому радио и подчёркивает факт её сотрудничества с врагом. Варианты «Джейн из Ханоя» или «Ханой—Джейн» являются неточными переводами.

## Миф о «ханойской Джейн»

### Фальсификации
Некоторые факты о встрече Джейн Фонды с пленными американскими пилотами являются сфабрикованными. Их недостоверность убедительно доказана. Эти фальсификации распространялись неизвестными в Интернете в конце 1990-х годов, хотя можно предположить, что они появились на свет ещё до этого.
- Пилот Джерри Дрисколл был выбран северовьетнамскими надзирателями для того, чтобы рассказать Фонде о том, как хорошо вьетнамцы относятся к пленным американцам. Вместо этого он плюнул в неё. Дрисколла увели и подвергли жестокому избиению, оставившему его инвалидом (история полностью опровергнута самим Дрисколлом, заявившим, что он никогда не встречался с Фондой).
- Полковник Ларри Кэрриган находился в составе группы, которая должна была встретиться с Фондой. Перед встречей он договорился с товарищами, что каждый из них напишет на клочке бумаги свой код социального страхования и незаметно передаст записку Фонде, чтобы таким образом сообщить своим семьям, что они живы. Во время встречи Фонда пожала каждому пилоту руку, без видимых эмоций получив при этом все записки. Затем она повернулась к присутствовавшему вьетнамскому офицеру и отдала ему все записки. После встречи все семеро пилотов были жестоко избиты, причем трое умерли от побоев (полковник Кэрриган неоднократно опровергал историю, утверждая, что никогда не встречался с Фондой).
- Во время встречи с пилотами Фонда, пожимая каждому руку, при этом отпускала замечания вроде «вы не жалеете, что бомбили детей?» и «вы благодарны за человечное обращение с вами в плену?» (опровергнуто Эдисоном Миллером, одним из пленных, участвовавших во встрече)

Майк Макграт, президент ассоциации военнопленных Вьетнамской войны, сам побывавший в плену, сказал относительно историй о смерти пленных под пытками после общения с Фондой:
Это мистификация, размещённая в Интернете неизвестными ненавистниками Фонды. Никто не знает, кем была начата эта история. Пожалуйста, окажите помощь, не распространяя её. Фонда сделала достаточно плохих вещей, чтобы заслужить себе достойное место в мусорных баках истории.
Вышеперечисленные фальсификации распространялись по Интернету в электронных письмах в 1999 году в связи с тем, что Джейн Фонда вошла в список ста самых влиятельных женщин XX века, представленный американской журналисткой Барбарой Уолтерс на телеканале ABC. Помимо фальсификаций, в электронном письме упоминалась реальная история, связанная с пленным гражданским экономистом Майклом Бенджем. Бенджу было предложено принять участие во встрече с Фондой. Он согласился, заявив, что хочет рассказать ей о реальном отношении тюремщиков к пленным. К Фонде его не пустили. В наказание за смелость Бенджу пришлось три дня простоять на коленях на каменном полу, держа в вытянутых руках тяжёлый металлический брус; когда руки опускались, его били бамбуковой палкой.

### Преувеличения
Поездка Джейн Фонды в Северный Вьетнам вызвала к актрисе резкое неприятие в американской армии, продолжающееся по сей день. Несмотря на то, что Фонда приносила частичные извинения за свои действия в Северном Вьетнаме, многие американские ветераны считают её едва ли не личным врагом. В апреле 2005 года 54-летний Майкл Смит, служивший во Вьетнаме в морской пехоте, плюнул в лицо Фонде табачным соком на презентации её книги. Будучи задержан полицией, Смит заявил: «Обычно я не жую табак, но ради такого случая купил упаковку… Я считаю свой плевок долгом чести. Я нисколько не раскаиваюсь в содеянном… Большинство ветеранов было бы радо повторить мой поступок». Фонда стала персонификацией образа всего антивоенного движения 1960-х и начала 1970-х годов, вследствие чего значение её ханойской поездки часто преувеличивается. Утверждается, что её выступления по радио Ханоя очень негативно отразились на моральном состоянии американских солдат. Некоторые полагают, что она оказала моральную поддержку врагу и несёт косвенную ответственность за смерть американских солдат. Так, вышеупомянутый Майкл Смит сказал: «Она в ответе за то, что имена моих друзей и товарищей выбиты на стене». Бывший пехотный офицер Нельсон Демилль на основе собственного опыта свидетельствовал, что выступление Фонды отразилось на боевом духе солдат и привело к увеличению потерь среди них. Однако Демилль служил во Вьетнаме в 1968 году, задолго до визита Фонды в Северный Вьетнам. По всей видимости, образ «ханойской Джейн» стал настолько стереотипным, что вошёл в фольклор Вьетнамской войны и способен воздействовать на воспоминания ветеранов. В действительности Фонда не могла существенно повлиять на боевой дух американских солдат во Вьетнаме, потому что к моменту её выступления США практически уже не вели там наземной войны. Последняя крупная наземная операция (операция «Jefferson Glenn») была завершена в 1971 году. К июлю 1972 года в Южном Вьетнаме оставалось менее 50 тыс. военнослужащих США (по сравнению с 550 тыс. на пике военных действий), а в августе оттуда было выведено последнее боевое наземное подразделение. В январе 1973 года было подписано Парижское соглашение, завершившее американскую фазу войны. Интересно также, что за время войны Северный Вьетнам посетили десятки американских антивоенных активистов, включая культовую фолк-исполнительницу Джоан Баез и бывшего министра юстиции США Рэмси Кларка, но ни один визит не наделал столько шума, как это произошло в случае с Джейн Фондой.

## Интересные факты
- Вьетнамцы подарили Джейн Фонде ожерелье, сделанное, как они утверждали, из кусочков американского бомбардировщика B-52, сбитого над Северным Вьетнамом.
- Своего сына, родившегося в 1973 году, Джейн Фонда и её тогдашний муж Том Хэйден назвали Троем (американизированный вариант вьетнамского имени Чой) в честь национального героя Вьетнама Нгуена Ван Чоя, казнённого за попытку покушения на министра обороны США Роберта Макнамару.